# Неділиська
Неділи́ська — село в Україні, у Львівському районі Львівської області. Населення становить 275 осіб.

## Історія
В 1552 році селом володіли Єжи та Станіслав Свірзькі .В 1661році село перебувало у власності Александра Цетнера, галицького каштеляна.
У XVI-XVII в селі існувала скляна гута.
В 1758 р Центнер дав дозвіл на греко — католицьку парафію.
В 1779 р. селом володів Домінік Цетнер .В селі було 32 двори.
Під час Першої світової війни в серпні 1914р в околицях села відбувався бій між австрійською та російською армією.
На території села знайдено скарб, до складу якого входила значна кількість бронзових і залізних речей, знаходився в музеї Любомирських. Разом із бронзовими кельтами, ножами, кільцями, підвісками, фібулою, фрагментами чарки, сітули, браслетів тощо, скарб включав і бронзовий, дуже пошкоджений, казан — збереглася лише частина стінки, одне подвійне хрестостоподібне кріплення для ручок і кільце іншого, одна ціла ручка й половина другої. Краї посудини злегка нахилені досередини, дно кругле, ввігнуте. Максимальний діаметр тіла казана приблизно 30 см, висота — приблизно 14 см. Тип В 1 (рис. 1, 8) .